# Sitno (Góry Szczawnickie)

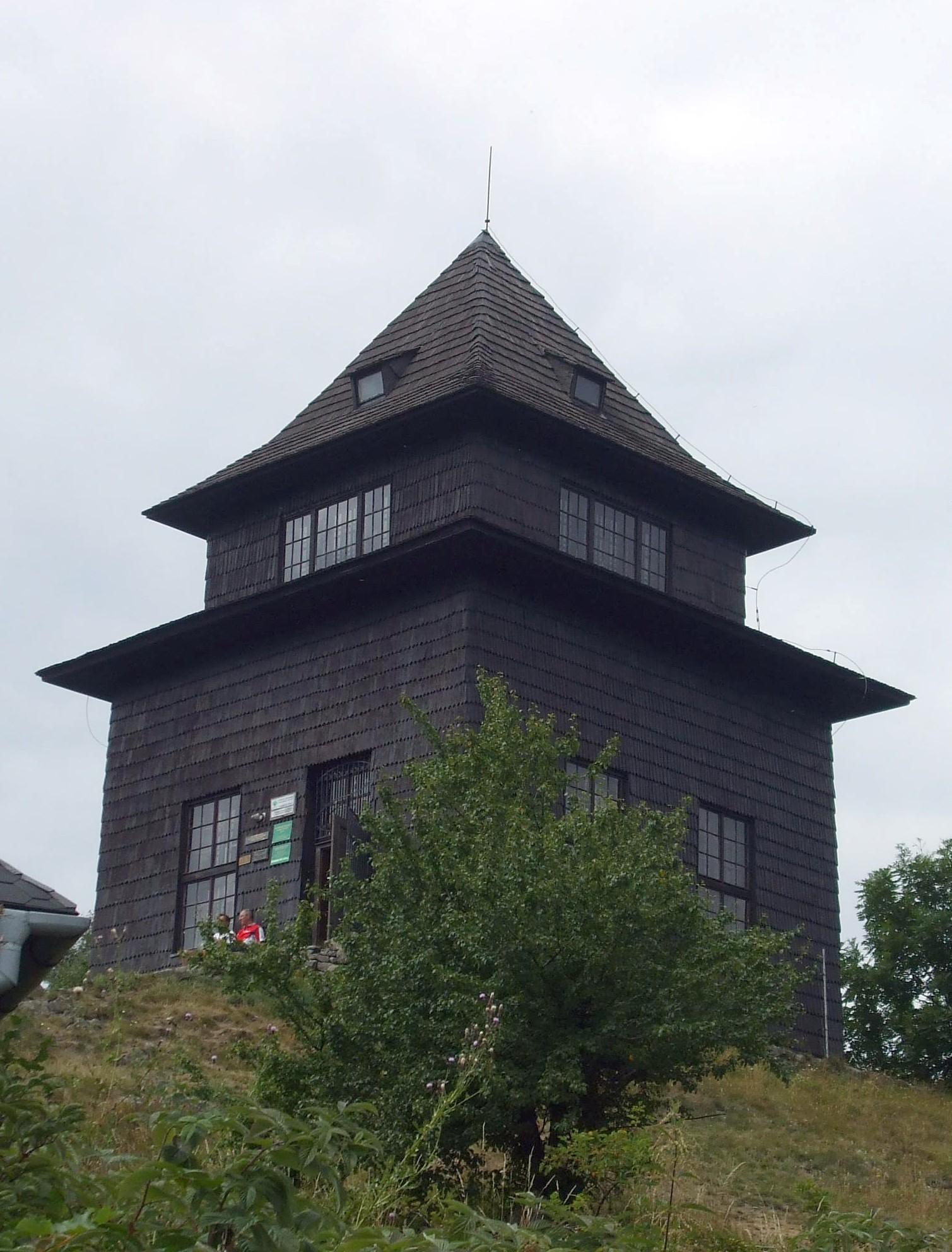
Wieża obserwacyjna na szczycie

Sitno (1009 m n.p.m.) – najwyższy szczyt Gór Szczawnickich w środkowej Słowacji.
Sitno leży w centrum Gór Szczawnickich i stanowi ich widoczną z daleka, charakterystyczną dominantę. Na szczycie znajduje się wysoka wieża przekaźnika telekomunikacyjnego.
Szczyt jest zbudowany z andezytów. Ma postać ostańca, wypreparowanego z dawnego zakrzepłego potoku lawowego, o dość płaskiej platformie szczytowej, otoczonej z trzech stron stromymi ścianami skalnymi i dostępnej jedynie od północnego wschodu.
Ze względu na bardzo cenną i urozmaiconą florę szczyt już w 1951 r. objęto ochroną w rezerwacie przyrody Sitno o powierzchni 45,49 ha. Można w nim prześledzić kolejne stopnie wegetacyjne oraz zróżnicowanie zbiorowisk roślinnych w zależności od ekspozycji terenu. Obserwacje botaniczne prowadził tu słowacki przyrodnik i archeolog Andrej Kmeť.
Ze względu na wyjątkowo korzystne ukształtowanie terenu szczyt Sitna zamieszkany był już w czasach prehistorycznych, o czym świadczą liczne znaleziska archeologiczne. Istniało tu jedno z największych znanych grodzisk kultury łużyckiej, otoczone podwójnym pierścieniem wałów. Z południowo-zachodnich stoków góry pochodzi cenne znalezisko z młodszej epoki brązu (brązowe narzędzia, naczynia, biżuteria, kawałki cyny). Na wschodnim stoku, na wysokości ok. 840 m n.p.m. znajdują się ruiny zamku Sitno.
Wejście na szczyt Sitna nie przedstawia żadnych trudności. Wierzchołek góry dostępny jest kilkoma znakowanymi szlakami turystycznymi. Na szlaku z Tatarskiej Łąki na wierzchołek Sitna znajduje się ciąg drewnianych schodów. Skaliste urwiska pod szczytem góry są miejscem nadającym się do wspinaczki. Wyznaczone tu drogi wspinaczkowe mają do 80 m długości.
Na szczycie góry znajduje się drewniana, kryta gontem wieża widokowa (pierwsza została wzniesiona w 1724 r.), z której rozpościera się panorama. Obejmuje ona Góry Szczawnickie oraz szereg grup górskich w środkowej Słowacji: Hroński Inowiec, Ptacznik, Małą i Wielką Fatrę, Niżne Tatry, Rudawy Weporskie, Polanę, Jaworie i inne. Pod szczytem stoi wciąż niedokończony budynek schroniska im. Andreja Kmeťa, obok duży drewniany krzyż.